# 2차 서스펜션
2차 서스펜션(영어: Secondary suspension, Secondary spring)은 철도차량의 대차에 설치되는 완충 장치 중 하나로, 대차와 차체 사이에 설치되는 것을 가리킨다. 차축에 설치되는 1차 서스펜션과 함께 차량의 하중을 대차에 전달함과 동시에, 열차의 주행에 따라 발생하는 진동을 억제·감쇠시켜 차량의 주행안정성이나 승차감을 확보하는 것을 목적으로 하는 기구이다. 침(枕) 용수철 혹은 볼스터 스프링이라고도 한다.

## 개요

대차에 설치되는 두 종류의 서스펜션

### 2차 서스펜션의 위치
대차에 자주 이용되는 보기 대차에서는 오른쪽 그림에 나와있듯 두 종류의 서스펜션이 설치된다. 윤축(차륜과 차축)을 지지하는 1차 서스펜션(축 용수철, 축 스프링)과 대차에 차체를 올리기 위한 2차 서스펜션(볼스터 스프링)이다.

### 2차 서스펜션에 요구되는 성능
2차 서스펜션에는 철도 차량의 특성상 다음의 기능이 요구된다. 2차 서스펜션 단독으로 기능을 하지 못하는 경우에는 여러 종류의 재료를 조합하거나 다른 기구를 병용하여 성능을 확보한다.
차량 중량의 지지
차량에 작용하는 중량은 2차 서스펜션을 통해 대차로 전달된다. 따라서 차량의 자중은 물론 화물 및 승객의 중량, 주행에 따라 발생하는 관성력 등 모든 하중을 견디는 용량의 서스펜션이 필요하다. 작용하는 중량이 커서 하나의 서스펜션으로 지지할 수 없는 경우에는 서스펜션을 병렬로 배치하거나 이중화하는 등 2차 서스펜션 전체의 내력을 확보한다.
상하동의 완화
주행에 따라 발생하는 차량의 상하방향 운동을 완화하는 기능이다. 서스펜션은 큰 힘이 작용하면 자체가 변형되면서 그 힘을 에너지로서 내부에 저장해 두었다가 그것을 작은 힘으로 나누어 천천히 해방하는 기능을 가진다. 차량에 따른 적당한 용수철 상수를 줄 필요가 있다.
진동의 감쇠
서스펜션은 변형된 후 일정한 파장으로 진동을 일으키기 때문에, 진동을 감쇠시켜 흔들림을 멈추는 기구가 필요하다. 용수철 상수가 일정하게 되지 않으며, 힘과 변형의 관계가 히스테리시스 루프를 그리는 비선형 서스펜션은 서스펜션 자체가 감쇠 기구를 가지고 있다. 한편, 서스펜션에 작용하는 힘과 변형의 관계가 일정한 선형 서스펜션(코일스프링 등)에서는 일반적으로 감쇠 성능을 얻을 수 없기 때문에, 오일 댐퍼 등을 병용하여 별도의 감쇠 기구를 가질 필요가 있다.
전후동·좌우동·회전에 대한 변형 성능
대차에는 상하동만 아니라 여러 방향의 진동·충동 및 관성이 작용한다. 대차는 2차 서스펜션 이외의 기구에 의해 이들의 힘을 완화하지만 그 때문에 어느 정도 변형을 허용하고 있으며, 차량이 곡선부를 통과할 때에 대차는 곡선에 따라 회전해야 한다. 이런 점에서 2차 서스펜션에 작용하는 상하동 이외의 변위에 대해 그 기능을 잃지 않으면서 변형 성능을 가져야 한다. 2차 서스펜션 단독으로 이 기능을 하지 못하는 경우에는 볼스터라는 부품을 설치해 회전과 좌우동을 흡수하는 기구를 따로 갖출 필요가 있다(볼스터 앵커도 참조).

## 2차 서스펜션으로 쓰이는 서스펜션
철도 차량의 2차 서스펜션으로는 과거에는 일반에 겹리프 스프링(판 스프링)과 코일 스프링이 사용되는 경우가 많았으며, 이외에 방진 고무 블럭이나 토션 바를 사용하는 사례도 있었지만 지금은 공기 용수철이 일반적이다.
각각의 장단점은 다음과 같다.

### 겹판 스프링

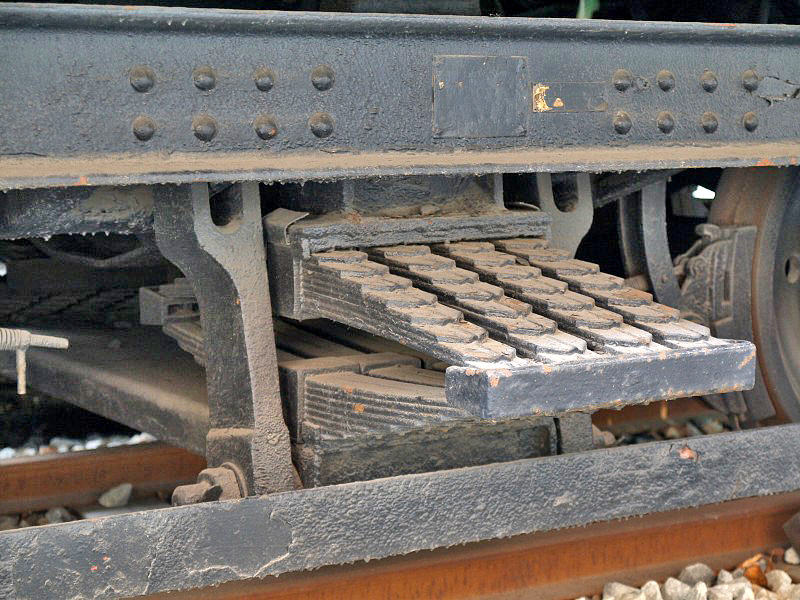
스윙행거 방식 일본국철 TR43형 대차의 2차 서스펜션. 여러 줄의 판 스프링을 상하로 마주보도록 조합한 2차 서스펜션 본체가, 대차 프레임 안쪽으로부터 스윙행거라 불리는 링크로 매달린 하부 스윙 볼스터 위에 올라가 있다.

얇은 강판의 휨특성을 이용한 용수철로, 주체인 판 스프링에 차례로 몇 장의 자(子) 스프링을 겹친 다음 볼트로 고정시킨 것이다. 리프 스프링이라고도 불리며, 자동차 등에서도 사용된다. 2차 서스펜션으로 사용될 경우 용량을 확보하기 위해 여러 장의 판 스프링을 병렬로 배치하거나, 변형량을 확보하기 위해 위아래로 겹치기도 한다.
겹판 스프링은 각각의 판 스프링의 접촉면에 마찰이 있어 비선형 특성을 가지고 있으며, 진동에 대한 감쇠 성능을 얻을 수 있다. 또 자(子) 스프링의 매수 변경이나 판 두께 변경을 통해 필요에 따라 하중 상한을 설정할 수 있다는 장점이 있다. 반면 마찰력의 조정이 어렵고 소정의 용수철 상수로 조정하기가 어려우며, 감쇠 성능은 고체 마찰에 의한 것이어서 진동수가 높은 "비비리 진동(일본어: びびり振動, 영어: frequency of chattering)"을 흡수하지 못하는 것이 흠으로 꼽힌다. 스프링용 강재의 품질이 높은 유럽, 그 중에서도 특히 독일에서 많이 사용되었으며, 2차 서스펜션으로서 스팬이 2m안팎으로 두꺼운 판 스프링을 사용함으로써 적절한 휨량을 확보하면서 비비리 진동의 발생을 억제한 겔리츠식 대차 등 이 스프링의 특성을 최대한 활용한 기구도 개발됐다.

### 코일 스프링

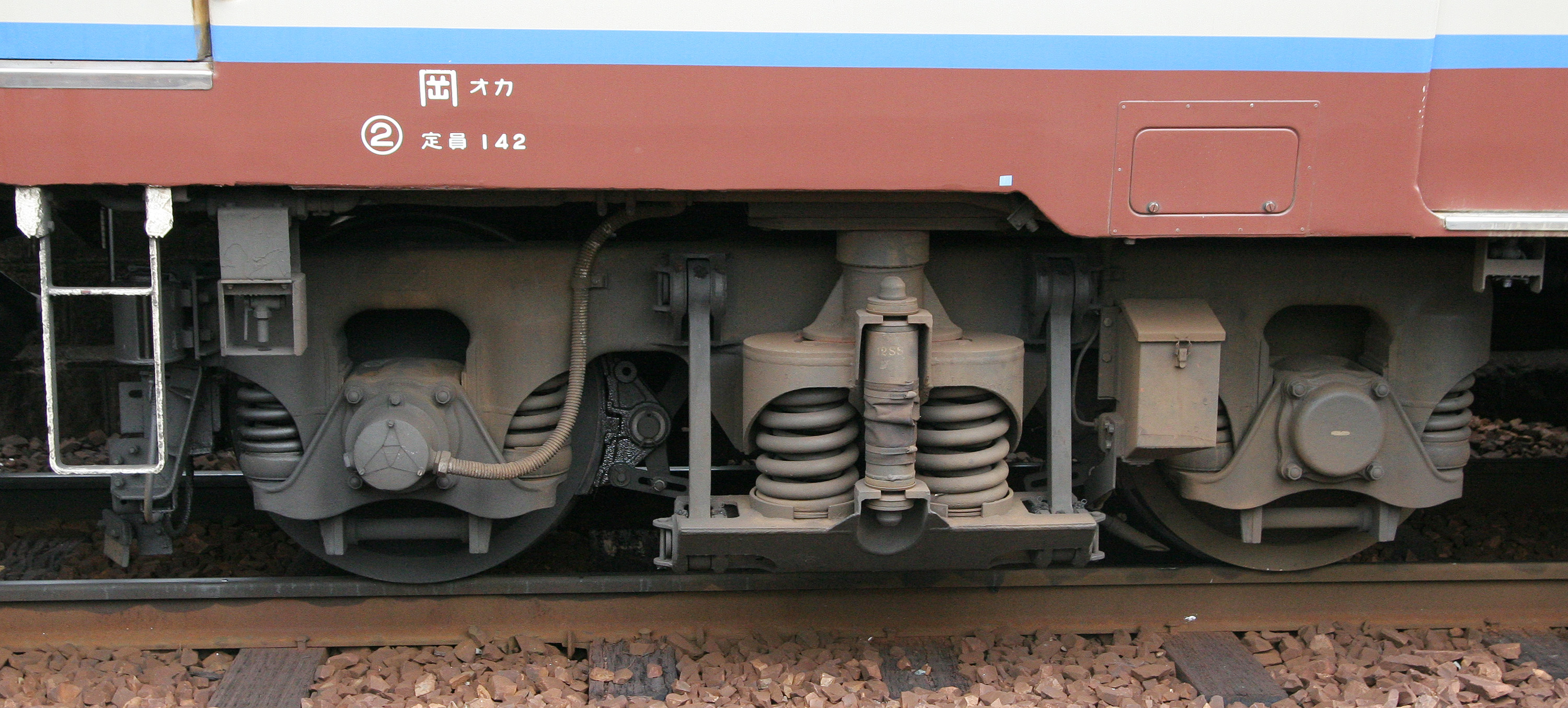
코일 스프링을 사용한 일본국철 DT22D형 대차

스프링용 강재를 코일 모양으로 형성한 것으로, 판 스프링에 비해 고체 마찰이 없어 스프링을 부드럽게 설계할 수 있는 이점이 있다. 또 흡수 에너지 양에 비해 스프링의 무게를 줄일 수 있는 점에서도 뛰어나다. 단, 고체 마찰을 가지지 않아 비비리 진동이 발생하지 않는 반면, 단독으로 사용하면 적절한 감쇠를 얻을 수 없기 때문에, 2차 서스펜션으로 사용할 경우에는 점성(粘性) 감쇠 특성이 높은 오일 댐퍼를 병용할 필요가 있다.

### 방진 고무 블럭
방진 고무를 성형하여 2차 서스펜션으로 만든 것. 금속제 용수철과 달리 형상 변경이 자유롭고 각 방향의 용수철 상수를 임의의 값으로 설정할 수 있으며 자기(自己) 감쇠 작용이 높고 가볍다는 장점이 있다. 압축되면 용수철 상수가 올라가는 비선형 특성을 가지기 때문에, 공적(空積)에 따른 특성 차이가 큰 2차 서스펜션에는 적합하지 않지만 과거에 일본국유철도 DT18형 대차 등에서 공간의 제약으로 인해 2차 서스펜션에 통상의 스프링을 사용할 수 없었던 때에 사용되었다.

### 토션 바

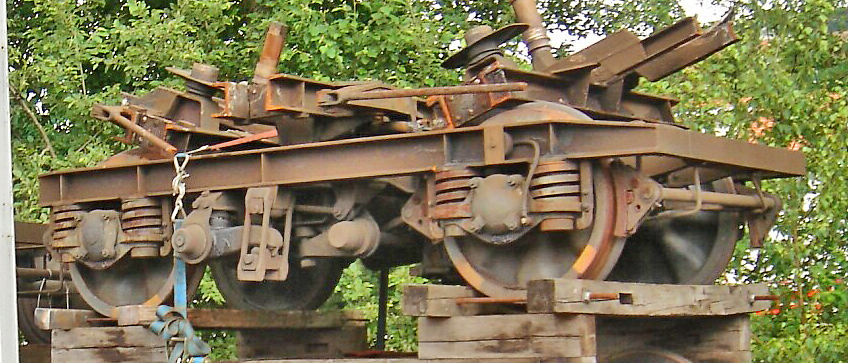
두 개의 토션 바를 이용한 라에티안 철도 B2211 객차 SIG-T 대차

토션 바는 스프링용 강재를 사용한 강봉(鋼棒)의 휨으로부터의 복원력을 이용한 것. 코일 스프링보다 흡수 에너지 양 대 스프링 중량 비에서 우수하다. 따라서 경량화를 중시하는 스위스 국철 용 경량객차에서 SIG사에 따라 2차 서스펜션에 사용되었으며 일본 등에서도 라이센스를 획득하여 이것을 이용한 대차가 제조되었지만 이것도 압축되면 용수철 상수가 오르는 비선형 특성을 가지므로 이후 철도차량의 2차 서스펜션에 이 스프링을 사용하는 예는 거의 없다.

### 에어 스프링

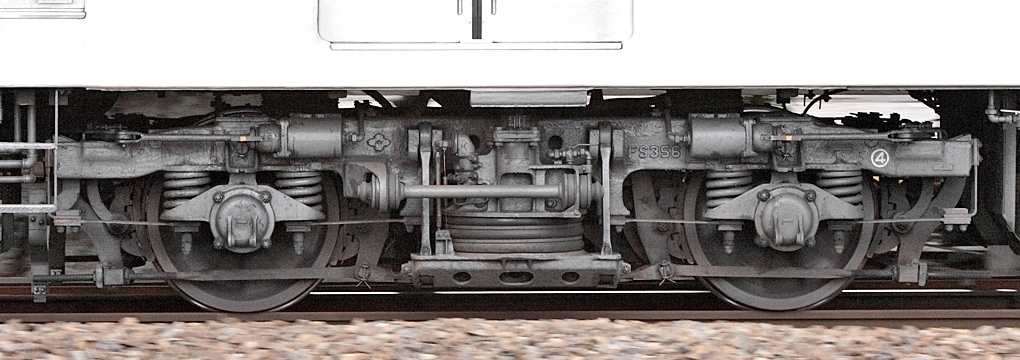
벨로즈 형 공기 스프링을 사용한 스미토모 금속 공업 FS056형 대차(도부 철도 8000계 전동차)

공기의 압축성을 이용한 스프링 기구로, 용적을 키우면 코일 스프링을 상회하는 부드러운 특성의 스프링 설계를 쉽게 할 수 있다. 또한 자동 높이 조정 밸브(레벨링 밸브)을 사용하면 공적(共積)에 관계 없이 바닥면 높이를 일정하게 유지한다. 용적 확대를 위한 보조 공기실(보통은 대차 프레임을 유용)과 스프링 본체 사이에 조절 밸브를 삽입함으로써 점성 감쇠 특성을 얻을 수 있으며, 오일 댐퍼를 필요로 하지 않는다. 반면 편성 중에 원공기류관(元空氣溜管)을 설치하여 대용량 공기 압축기를 탑재하는 등의 조치가 필요하다.
- 벨로즈 형 - 세로로 풀무 모양으로 된 것으로, 수직하중을 받지만 횡변형에는 약하다.
- 다이아프램형 - 밥그릇을 엎어놓은 듯한 형태로, 수직하중과 함께 횡변형에도 복원력이 발생하지만 용도에 따라 그 특성은 다르다.
- 저 횡강성 에어스프링- 완충 고무를 겹친 원통 위에 아랫면이 파인 밥그릇 모양의 에어 스프링을 조합한 것. 주로 볼스터리스 대차에 사용되며 그 이름대로 횡강성을 낮추고 상하 방향의 완충 작용을 확보한다.

## 참고 문헌
- 伊原一夫 (1987). 《鉄道車両メカニズム図鑑》 초판. グランプリ出版. ISBN 4-906189-64-4.
- 野元浩 (2013). 《電車基礎講座》 초판. 交通新聞社. ISBN 978-4-330-28012-7.
- 近藤圭一郎 (2013년 7월 20일). 《鉄道車両技術入門》 초판. オーム社. ISBN 978-4-274-21383-0.